# Fossemanant
Fossemanant (picardisch:  Fosménant) ist eine nordfranzösische Gemeinde mit 101 Einwohnern (Stand 1. Januar 2022) im Département Somme in der Region Hauts-de-France. Die Gemeinde liegt im Arrondissement Amiens und gehört zum Kanton Ailly-sur-Noye.

## Geographie
Die Gemeinde am linken (westlichen) Ufer der Selle liegt rund 13 Kilometer südsüdwestlich von Amiens. Sie ist über eine Brücke mit Nampty verbunden. Die Gemeinde wurde von der seit dem Ende der 1980er Jahre stillgelegten Bahnstrecke von Amiens nach Beauvais (jetzt als Wanderweg Coulée verte René-Dumont ausgebaut) durchzogen.

## Einwohner
| 1962 | 1968 | 1975 | 1982 | 1990 | 1999 | 2006 | 2010 |
| ---- | ---- | ---- | ---- | ---- | ---- | ---- | ---- |
| 62   | 52   | 39   | 81   | 109  | 110  | 109  | 108  |

## Sehenswürdigkeiten
- Kirche Saint-Nicolas

## Verwaltung
Bürgermeister (maire) ist seit 2001 Charles Hurtebise.